# الغرفة التجارية بمنطقة القصيم
الغرفة التجارية بمنطقة القصيم من أقدم الغرف التجارية بالمملكة العربية السعودية حيث تأتي في المرتبة السادسة من حيث التأسيس من عدد ثمانية وعشرون غرفة بالمملكة، بعد غرفة جدة 1365 هـ، وغرفة مكة 1366 هـ، وغرفة الشرقية 1372 هـ، وغرفة الرياض 1381 هـ، وغرفة المدينة 1387 هـ، كان ذلك بقرار وزير التجارة رقم 1566 بتاريخ 24 ربيع الثاني 1398 هـ.

## دورات الغرفة
جاءته الموافقة لسليمان الراشد الحميد الذي ترأس مجلس إدارتها لدورتين متتالية حتى عام 1404 هـ، بعد ذلك توالت الدورات واستمرت الغرفة عبر تاريخها الممتد لأكثر من سبعه وأربعين عامًا من خلال دعم النمو التجاري والصناعي وتكوين حلقة وصل بين المؤسسات الرسمية والتجار والصناع في المنطقة، كان ذلك برئاسة وعضوية أكثر من 90 رجل أعمال من أبناء منطقة القصيم ويرأس دورتها الثانية عشرة الحالية الأستاذ عبد العزيز بن عبد الله الحميد.
| الرئيس                                 | الفترة        | المصدر |
| -------------------------------------- | ------------- | ------ |
| الشيخ سليمان بن راشد الحميد            | 1978 - 1983م  |        |
| الأستاذ احمد بن سليمان الصيخان         | 1984 - 1987 م |        |
| الأستاذ سليمان بن محمد الدريبي         | 1988 - 1991م  |        |
| الدكتور عبد الرحمن بن عبد الله المشيقح | 1992 - 2001م  |        |
| الاستاذ عبد الله بن خالد العثيم        | 2005- 2008م   |        |
| الأستاذ يوسف بن عبد الله العريني       | 2008- 2011م   |        |
| الاستاذ عبد الله بن إبراهيم المهوس     | 2011- 2014 م  |        |
| الاستاذ ابراهيم بن موسى الزويد         | 2014 – 2016 م |        |
| الاستاذ عبد العزيز بن عبد الله الحميد  | 2016 - 2024 م |        |

أن يكون للغرفة دور فعال في اقتصاديات منطقة القصيم، وتمكين المشاركة الفعالة في دعم التوجهات الاقتصادية والتنموية الكلية بالمملكة.
تمثيل ودعم مجتمع الأعمال بمنطقة القصيم وتقديم ما يسهم في استغلال الميز النسبية الاقتصادية للمنطقة وتنمية القدرات التنافسية بما يعزز الكفاءة الإنتاجية.
المرتكزات الأساسية
تعزيز الكفاءة التشغيلية للغرفة، والتعبير عن واقع قطاع الأعمال بالمنطقة وتقديم حزم برامجية تعزز من أداء منشآت القطاع الخاص. وتعزيز الأثر الاقتصادي والتنموي للغرفة  بالمنطقة.
   الخدمات الإلكترونية 
التصديق الإلكتروني وطباعة شهادة العضوية وتجديد ومزامنة إشتراك الغرفة، وخدمة الاحتجاج الإلكتروني، والدليل التجاري، والتحقق من الوثائق، وتحديث بيانات العضوية، ونموذج تواصل لطلب خدمة.

### خدمات أخرى للغرفة
- إدارة المنشآت الصغيرة والمتوسطة
- خدمات قانونية
- الدراسات الاقتصادية
- خدمات المشتركين
- مركز الأعمال
- الشراكة المجتمعية.[7]

غرف تجارية سعودية أخرى
- مجلس الغرف السعودية.
- الغرفة التجارية الصناعية بالرياض
- الغرفة التجارية الصناعية بجدة
- الغرفة التجارية الصناعية بمكة المكرمة.
- الغرفة التجارية الصناعية بالشرقية
- الغرفة التجارية الصناعية بالمدينة المنورة
- الغرفة التجارية الصناعية بتبوك
- الغرفة التجارية الصناعية بالباحة.